# Večer tříkrálový aneb Cokoli chcete

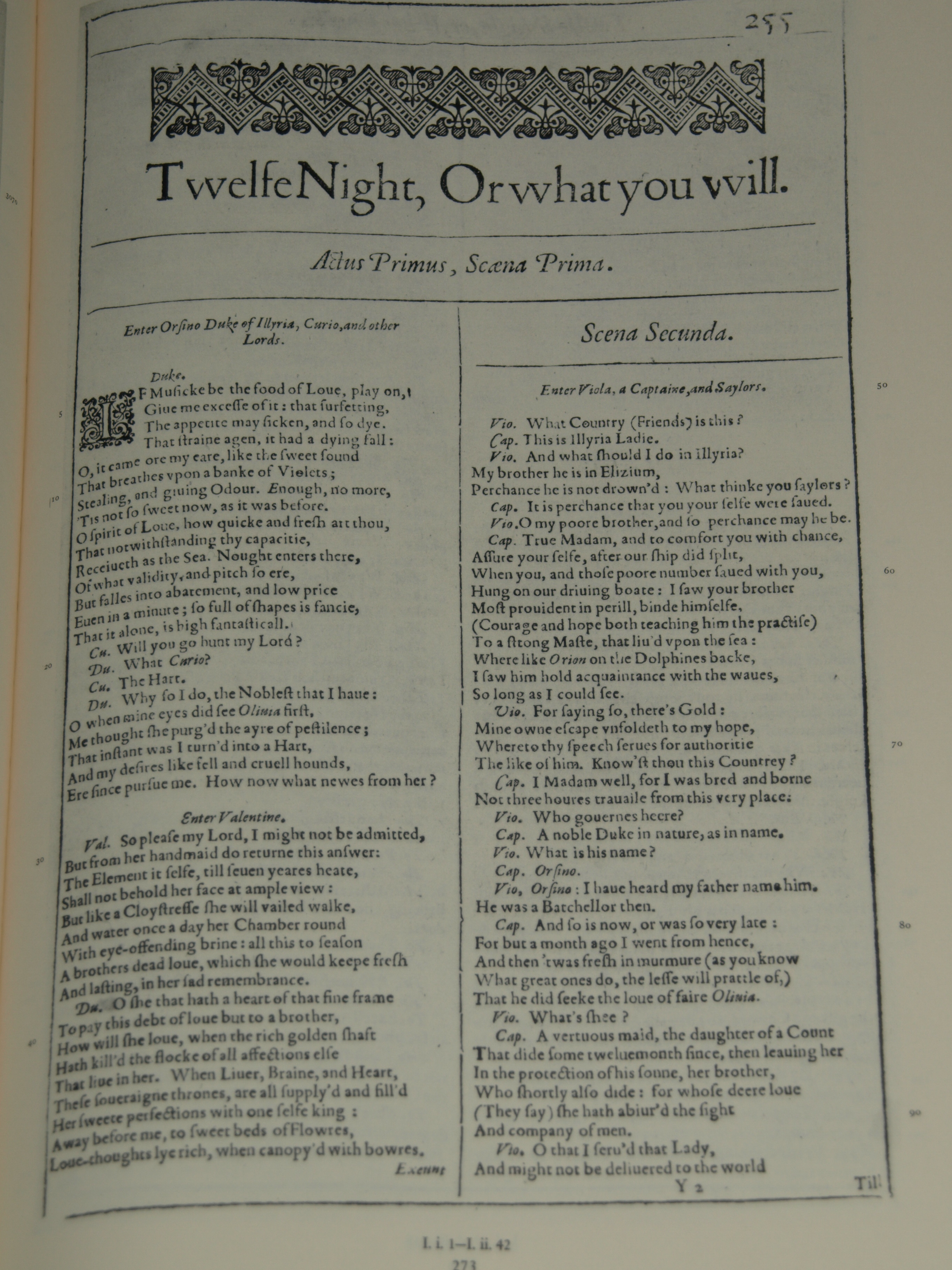
Faksimile první strany Večera tříkrálového z vydání z roku 1623

Večer tříkrálový aneb Cokoli chcete (zkráceně Večer tříkrálový, doslovně Dvanáctá noc, anglicky Twelfth Night, or What You Will, zkráceně  Twelfth Night) je veselohra Williama Shakespearea.
Předpokládá se, že divadelní hra byla napsána mezi roky 1599–1601. Známe ji z foliového svazku z roku 1623. Jedna z největších Shakespearových komedií, je plná lásky, převleků a zvláštní hudebnosti a přeludovosti. Postavy vytvářejí veselicový svět plný neustálých proměn i pomíjivosti času.
Počínaje překladem Františka Douchy se hra překládá jako Večer tříkrálový, protože epifanie (dvanáctá noc po narození Krista) připadá na 6. ledna. V překladu Aloise Bejblíka z roku 1978 název zní Komedie masopustu čili ať si to každý přebere jak chce. Dříve se hra objevovala na repertoárech divadel i pod aliasem Cokoli chcete (např. od roku 1934 v Národním divadle, od roku 1937 v Městském divadle na Královských Vinohradech, od roku 1957 v D 34).

## České překlady
- 1850 Večer tříkrálový aneb Cokoli chcete, František Doucha
- 1885 Večer tříkrálový aneb Cokoli chcete, Bedřich Frida (pro Národní divadlo)
- kolem 1905 Večer tříkrálový aneb Cokoli chcete, Josef Václav Sládek
- 1922 Večer tříkrálový aneb Cokoli chcete, Bohdan Kaminský (pro Městské divadlo na Královských Vinohradech)
- 1934 Večer tříkrálový aneb Cokoli chcete, Bohumil Štěpánek
- 1937 Večer tříkrálový aneb Cokoli chcete, Erik Adolf Saudek
- 1970 Večer tříkrálový čili Ať si to každý přebere, jak chce, Břetislav Hodek
- 1978 Komedie masopustu čili Ať si to každý přebere, jak chce, Alois Bejblík
- 1981 Večer tříkrálový aneb Co kdo chce, Antonín Přidal
- 1985 Večer tříkrálový aneb Cokoli chcete, Jiří Josek
- 1999 Večer tříkrálový aneb Cokoli chcete, Martin Hilský

## Osoby
(dle překladu Jiřího Joska / v jiných překladech)
- ORSINO, vévoda Ilýrie
- SEBASTIAN, bratr Violy
- ANTONIO, námořní kapitán, přítel Sebastiana
- KAPITÁN, přítel Violy
- VALENTIN a CURIO, šlechtici ve službách vévody
- PAN TOBIÁŠ BROCK (jindy PAN TOBIÁŠ ŘÍHAL Z ŘÍHALIC, PAN TOBIÁŠ ŘÍHA), Oliviin strýc
- PAN ANDRÉ CHABRUS (jindy PAN ONDŘEJ TŘASOŘITKA / PAN ODŘEJ ZMRZLÍK / PAN CHRUDOŠ CHODĚRA)
- MALVOLIO, Oliviin správce
- FABIAN a ŠAŠEK AUGUST (jindy ŠAŠEK FESTE / KLAUN MASOPUST), Oliviini sloužící
- OLIVIE, bohatá hraběnka
- VIOLA, sestra Sebastiana
- MARIE, Oliviina komorná
- PRVNÍ STRÁŽNÍK
- DRUHÝ STRÁŽNÍK
- KNĚZ
- SLUHA
- Dvořané, námořnící, muzikanti a další sloužící[1]

## Nástin děje
(dle překladu Aloise Bejblíka)

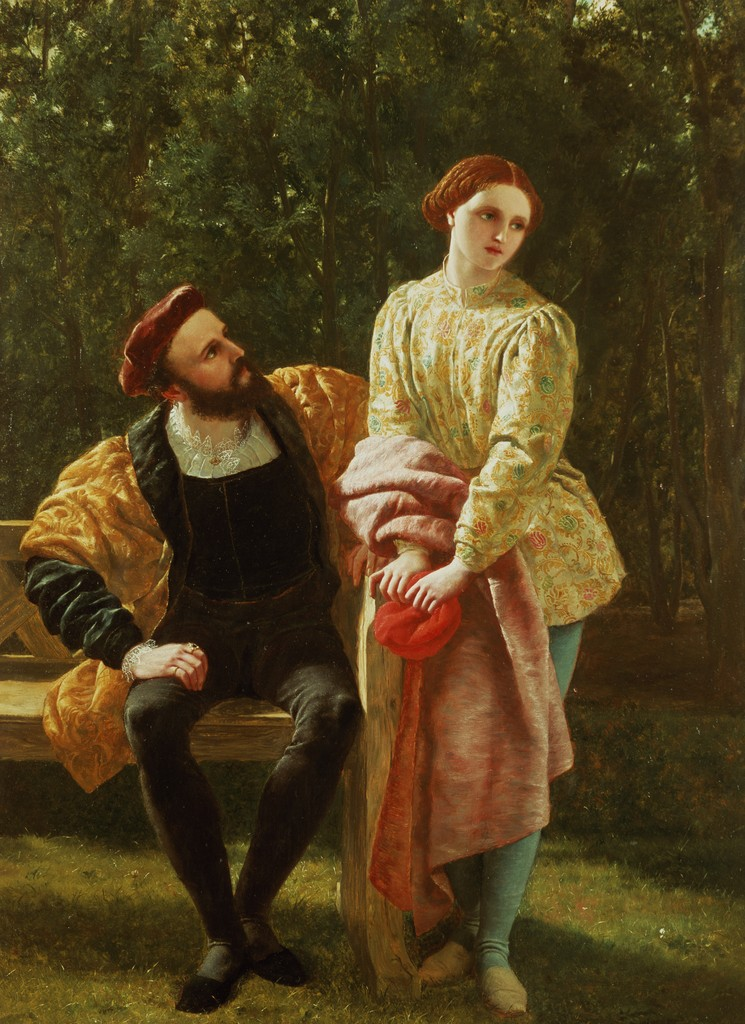
Orsino a Viola; Frederick Richard Pickersgill

Hlavními postavami jsou dvojčata Viola a Sebastian. Loď, kterou cestují, se potopí. Viola se spasí na záchranném člunu. Sebastiana považuje za mrtvého, přestrojí se tedy za muže a chce vstoupit do Orsinových služeb, vydává se za eunucha Cesaria. Kníže Cesaria (Violu) přijme a posílá ho s milostným dopisem k hraběnce Olívii. Ta Orsinovo dvoření odmítá, protože ještě nepřekonala smrt svého bratra, Cesario (Viola) si přesto vymůže audienci u hraběnky. Hraběnka odmítá Orsinovy návrhy, ale zamiluje se do Cesaria (Violy). Strýc Tobiáš by ji chtěl provdat za rytíře Chrudoše Choděru, kterého ale také odmítá. Na hraběnčině panství bydlí další postavy; strýc Tobiáš, důvěrnice Marie, správce Malvolio a šašek Masopust. Orsino jí posílá další dopisy, aby si hraběnku získal.
Sebastian ztroskotání lodě taktéž přežil, svou sestru Violu však považuje za mrtvou, stejně jako ona jeho.
Mezitím Tobiáš a Chrudoš Choděra, rytíři na Olíviině dvoře, společně se sluhou Fabiánem, Masopustem a Marií, chystají léčku na namyšleného správce hraběnčina dvoru Malvolia. Napíšou falešný milostný dopis, v němž vyznává hraběnka Malvoliovi svou lásku. Malvolio falešnému dopisu uvěří.
Cesario (Viola) přichází opět s dopisem za Olívií a prosí ji, aby knížeti Orsinovi opětovala jeho lásku. Olívie odmítá a vyznává lásku Cesariovi, spatří je rytíř Chrudoš, milovník krčem, jenž je do Olívie beznadějně zamilován.
Mezitím Antoniovi (Sebastianovu příteli) hrozí zatčení kvůli dřívějšímu konfliktu. Olívíi se dvoří Malvolio, povzbuzen falešným dopisem. Olivie se obává, že je posednut Ďáblem, a tak ho zavře do vězení, což velmi rozradostní aktéry žertíku.
Chrudoš velmi žárlí na Cesaria, proto jej vyzve na souboj, do souboje ale zasáhne Antonio, protože si Violu v mužských šatech popletl se Sebastianem, kterého chtěl zachránit. Antonio je zatčen, hlídka se Cesaria (Violy) ptá, zda Antonia zná, dívka pravdivě odpoví, že nikoliv, což si Antonio vykládá jako Sebastianovu zradu. Viola se tedy dozví, že její bratr žije.
Zanedlouho potká Chrudoš Sebastiana a vyzve ho na souboj, jelikož si ho popletl s Cesariem. Souboj přeruší Olívie a pozve Sebastiana, kterého považuje za Cesaria, k sobě domů. Sebastian se do ní zamiluje. Orsino přichází k Olívii spolu s Cesariem (Viola). Olívie odmítá Orsina, protože je zasnoubena se Sebastianem. Orsino i Viola jsou dokonale zmateni. Přiběhnou rytíři Tobiáš a Chrudoš a tvrdí, že je Cesario napadl. Objeví se také Sebastian, vzniklá situace je už pro postavy zcela nepochopitelná. Cesario tedy odhalí svou pravou dívčí tvář. Viola se radostně setkává s bratrem, ten se shledává s přítelem Antoniem, Malvolio je také propuštěn, protože aktéři žertu se doznají. Orsino je ohromen a propouští Violu (Cesaria) ze svých služeb a požádá ji o ruku. Viola souhlasí, jelikož je do Orsina zamilována od prvního okamžiku.
Hra končí přípravou na dvojnásobnou svatbu, a sice svatbu Violy s Orsinem a Olivie se Sebastianem.

## Děj podrobně
(dle překladu Erika Adolfa Saudka)
I.1
Vévoda Orsino je nešťastně zamilován do Olivie, nic ho nebaví, sluhové nejsou přijímáni k Olivii, neví si s Vévodou rady.
I.2.
Přímoří. Viola přežila ztroskotání lodi, domnívá se, že její bratr Sebastiano utonul, přesvědčí kapitána, aby jí pomohl vydávat se za chlapce – kleštěnce, aby byla přijata do služeb vévody, o kterém slyšela od otce (který zemřel, když jí bylo třináct)
I.3
Říhal, strýc Olivie je věčně opilý. Marie, Oliviina společnice ho kárá, nechce, aby Olivii v opilosti dohazoval nápadníky jako je rytíř Ondřej Třasořitka. Přichází Třasořitka, je to hlupák, Marii nazývá Slečna Marie Dejsedoní, potom co ho Říhal pobídne „Dej se do ní.“ Říhal si zřejmě z Třasořitky utahuje, chválí mu jeho tanec a nechá ho skákat co nejvýš.
I.4
Valentino, Orsinův sluha se diví, jak rychle si Cesario-Viola získala vévodovu náklonnost. Vévoda zadává Cesariovy úkol, aby mu šel namlouvat Olivii a nevracel se dřív, než ho Olivie vyslyší.
I.5
Šašek zkouší svůj vtip na Marii. Přichází Olivie, nemá na šaška náladu, ten svým vtipem dokáže, že s ním mluví, nechá si dokazovat, proč je ona sama bláznem – protože truchlí pro smrt bratra, který je v nebi. „Je jistě v pekle, milá madono.“ „Vím, že je v nebi, milý šašku.“ „Tím větší blázen vy, madono, že truchlíte, když duše vašeho bratra je v nebi. – Vyhoďte blázna, pánové“. Šašek svým vtipem vyhrává i nad Malvoliem. Olivie nechce přijmout Cesaria, ten se nedá odbýt – přijímá ho . Zamiluje se do něj. Vévodu nechce. Když Cesario odejde, posílá za ním Olivie po Malvoliovi prsten, se vzkazem, že ho „vrací“ a že o vévodu nemá zájem a on ať se staví, jestli chce slyšet důvody.
II.1

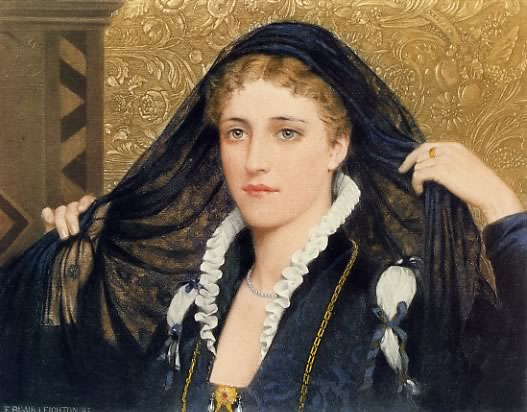
Olivie (1888); Edmund Blair Leighton

Antonio a Sebastian, Violin bratr. Sebastian také přežil, myslí si, že Viola je mrtvá, Antonio se mu snaží pomoci, Sebastian mu nakonec řekne kdo opravdu je, chce být sám.
II.2
Malvolio předává Cesariovi prsten a vzkaz od Olivie.
II.3
Říhal se opíjí s Třasořitkou, tahá z něho peníze a dělá mu naděje na jeho neteř, přichází šašek, zpívá, pijí. Přichází Malvolio, vzkazuje od Olivie, že pokud bude strýček chlastat, nechce ho v domě, také vynadá Marii, že drží s nimi – chce na ni žalovat. Marie, rozhodnutá se mu pomstít, se rozhodne napsat mu milostný dopis od Olivie.
II.4
Viola (Cesario) je od prvního okamžiku do Orsina zamilovaná. Vévoda Orsino tahá z Cesaria do koho se zamiloval – vypadá trochu jako on. Nechají si zazpívat od šaška. Vévoda chce, aby Cesario znovu šel za Olivií. Cesario se mu snaží vysvětlit, že ho Olivie nemiluje – marně. Vévoda jí posílá šperk.
II.5
Říhal,Třasořitka, Fabiano a Marie čekají, až se Malvolio chytne na špek. Malvolio nejdřív v samomluvě sní o tom, že by získal urozenost, pak nachází dopis a nahlas ho čte. Dopis ho navádí k tomu, aby nosil žluté punčochy, podvazky křížem, neustále se na Olivii usmíval a Tobiáše Říhala urážel. Říhal s ostatními chválí Marii za její humor, oblíbili si ji.
III.1
Cesario (Viola) mluví s šaškem – bubínek není jeho oporou, nýbrž kostel – opíra se o něj jeho chata. "Cesario: O nic se nestaráš. Šašek: … o vás se nestarám. Jestliže to znamená nestarat se o nic, měl byste se vlastně rozplynout." Cesario si nechává zavolat Olivii. Cesario mluví s Říhalem – Olivie ho očekává. Olivie vyznává Cesariovi svou lásku, ten ji lituje. Cesario: "Naposledy jsem předplakával svého pána bědy." Olivie: "Přijď zas!"
III.2
Říhal a Fabiano přesvědčují Třasořitku, že to, že se Olivie nechala před ním vidět s Cesariem, ji jen usvědčuje z její lásky k Třasořitkovi.
Říhal mu radí, aby vyzval Cesaria na souboj. Přichází Marie a zve na další švandu s Malvoliem.
III.3
Sebastiano a Antonio se domluví, že se večer sejdou, Sebastiano se jde podívat po městě. Antonio nemůže, protože za války byl proti vévodovi a nezaplatil pokutu po prohře – chytli by ho.
III.4
Marie říká Olivii, že Malvolio je nějaký divný, přichází Malvolio ve žlutých punčochách a směje se. Olive ho nechá odvést – má úžeh. Olivie odchází za Cesariem, který za ní přišel. Malvolio povýšeně mluví s Říhalem. Říhal s ním jedná jako s bláznem, Malvolio odejde. Marie je nabádá, aby šli za ním. Třasořitka přináší svou písemnou výzvu na souboj na kontrolu ostatním – je samá urážka. Po tom, co Třasořitka odchází, Říhal říká Fabianovi, že Cesariovi radši nažene strach slovně – po přečtení by totiž poznal, že Třasořitka je pitomec.
Cesario znovu škemrá na Olivii lásku pro vévodu, s tím, že vévoda se cítí tak špatně, jako ona z nešťastné lásky k němu.
Říhal nahání Cesariovi hrůzu, ten nechce bojovat. Mezitím Třasořitka už taky nechce bojovat, nabízí koně na usmířenou. Nakonec se Říhalovi s Fabianem podaří docílit toho, že Cesario s Třasořitkou tasí. Přichází Antonio – tasí a chce zachránit Sebastiana, za kterého zamění Sebastianovu sestru Violu v Cesariově převleku. Biřici ho zatknou, Antonio žádá zpět své peníze, které Sebastianovi zapůjčil na cestu městem – Cesario o ničem neví – Antonio ho považuje za zrádce, Říhal a Fabiano také, nabádají Třasořitku, aby ho přece jen zbil, že Cesario zdaleka není tak odvážný, jak se zdál.
IV.1

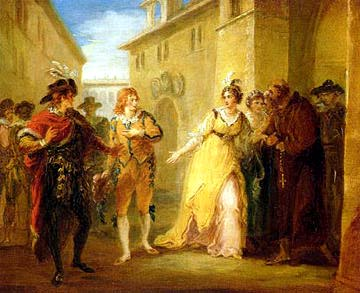
Scéna z Večera tříkrálového; William Hamilton, asi 1797)

Šašek poslaný pro Cesaria potkává Sebastiana a nevěří mu, že o ničem neví. Přichází Třasořitka a chce Sebastiana zmlátit, Říhal taky. Přichází Olivie, usmíří je, zve Sebastiana k sobě.
IV.2
Malvolio je zamčený ve tmě, Říhal, Marie a Fabian přemluví šaška – převlékne se za kněze. Malvolio chce prokázat, že se nezbláznil, šašek ho zkouší filosofickou otázkou (Pythagoras tvrdí, že duše naší prababičky snad přebývá v okřídlenci – Malvolio je zaskočen, nechápe a nesouhlasí). Šašek: nemohu uznat, že máš zdravý rozum, dokud se neobrátíš na víru Pythagorovu. Říhal chce, aby se legrace s Malvoliem už dokončila, Šašek jedná s Malvoliem jako šašek i kněz najednou, potom sám za sebe a Malvolio ho prosí, aby ho nechal napsat dopis a doručil jej Olivii.
IV.3
Sebastian je do Olivie zamilován. Olivie se omlouvá za spěch a žádá Sebastiana (tedy domnělého Cesaria), aby si ji vzal – Sebastian souhlasí.
IV.4
Na scéně je Šašek s Fabian – mluví o Mariině dopisu, přichází vévoda Orsino s družinou. Objeví se Antonio s biřici, Cesario žádá po vévodovy jeho záchranu – zachránil jej přece v boji, vysvětluje se, že Cesario nemůže být Antoniův známý – slouží u vévody už tři měsíce, nemohl být s ním. Přichází Olivie, nárokuje si Cesaria, ten popírá, že si ji vzal, vévoda už málem uvěří. Přichází Třasořitka a Říhal – zranění, tvrdí, že jim to udělal Cesario, ten to popírá. Přichází Sebastiano, má se k Olivii – vévoda vidí, že jsou dva, Sebastiano se setkává s Antoniem – zná ho. Sebastian mluví s Violou (Cesariem) a zdlouhavě přichází na to, že jsou ze stejného města a mají stejného otce, Cesario se přizná, že je žena, vévoda ji chce – tolikrát mu řekla, že nikdy by nemohla jako jeho mít ženu rád. Potřebují Violiny ženské šaty, ty má kapitán, ten uvězněn Malvoliem, Šašek vyndavá dopis od Malvolia – není blázen, první dopis psala Marie – Olivii je to již jasné, lituje Malvolia. Olivie nabízí dvojí svatbu u sebe, vévoda přijímá, odchází, vévoda chce, aby Cesario ještě chvíli hrál Cesaria, dokud nebude mít šaty. Šašek zpívá na konec píseň o svém osudu - životě: „pršelo a vítr fičel … teď abyste nám jen tleskali a každý zas brzy přišel.“

## Řekli o hře, resp. postavách
| „                                                                                             | Říhal je bonviván, užívá si života, což je sympatické, ale dělá to na úkor druhých, takže je tak trochu hajzlík. Ale tím je lidskej. A nejde na krev. Sám sebe brzdí, když pochopí, že to přehnal. „Moje neteř se na mě zlobí tak, že už tuhle legrácku nebudu moci dotáhnout do zdárného konce.“ A taky narazí, když s Třasořitkou dostanou přes držku. | “ |
| — Milan Šteindler ke své roli Tobiáše Říhala v rámci Letních shakespearovských slavností 2016 | |   |

## České divadelní inscenace (výběr)

### Soupis
- 1922 Večer tříkrálový aneb Cokoli chcete, Městské divadlo na Královských Vinohradech, překlad: Bohdan Kaminský, režie: Jaroslav Kvapil, v rolích Orsina, Sebastiana, Olivie a Violy: František Smolík, Roman Tuma, Růžena Šlemrová a Anna Iblová
- 1937 Cokoli chcete, Městské divadlo na Královských Vinohradech, překlad: Erik Adolf Saudek, režie: František Salzer, v rolích Orsina, Sebastiana, Olivie a Violy: Václav Vydra, Jiřina Štěpničková, Nataša Gollová a Jiřina Štěpničková
- 1973 Večer tříkrálový nebo Cokoli chcete, Divadlo na Vinohradech, překlad: Erik Adolf Saudek, režie: Stanislav Remunda, v rolích Orsina, Sebastiana, Olivie a Violy: Radoslav Brzobohatý
- 1991 Večer tříkrálový aneb Co kdo chce, Divadlo na Vinohradech, překlad: Antonín Přidal, režie: Jaroslav Dudek, v rolích Orsina, Sebastiana, Olivie a Violy: Tomáš Töpfer, Ivan Trojan, Hana Maciuchová a Vendulka Křížová
- 2024 Večer tříkrálový aneb Cokoli chcete, Divadlo na Vinohradech, překlad: Jiří Josek, režie: Juraj Deák, v rolích Orsina, Sebastiana, Olivie a Violy: Marek Holý, Dominick Benedikt, Aneta Krejčíková a Elizabeth Kateřina McIntosh

### Galerie z inscenace Divadla na Vinohradech (foto Petr Chodura)

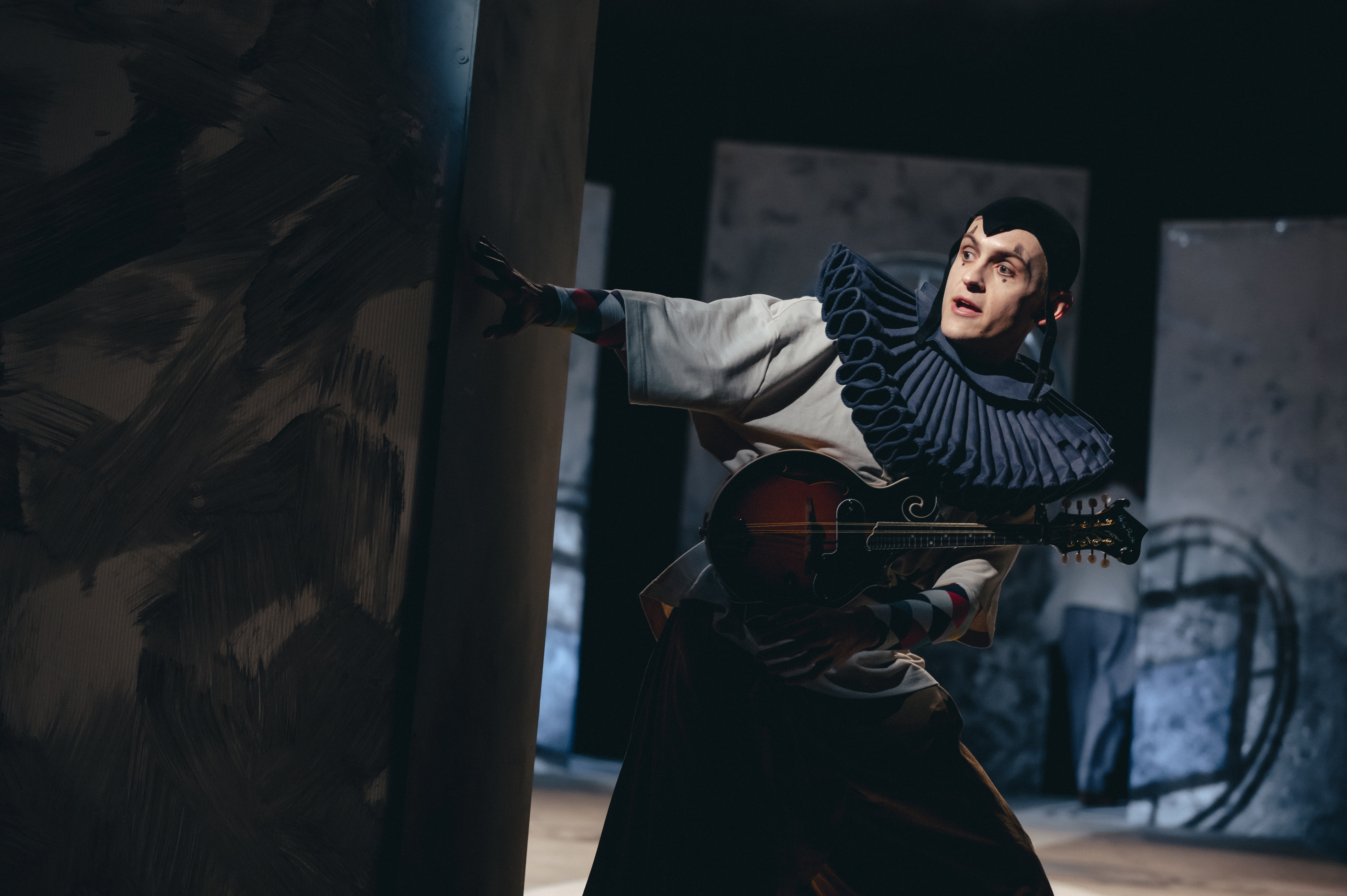
Petr Matyáš Cibulka jako Šašek August
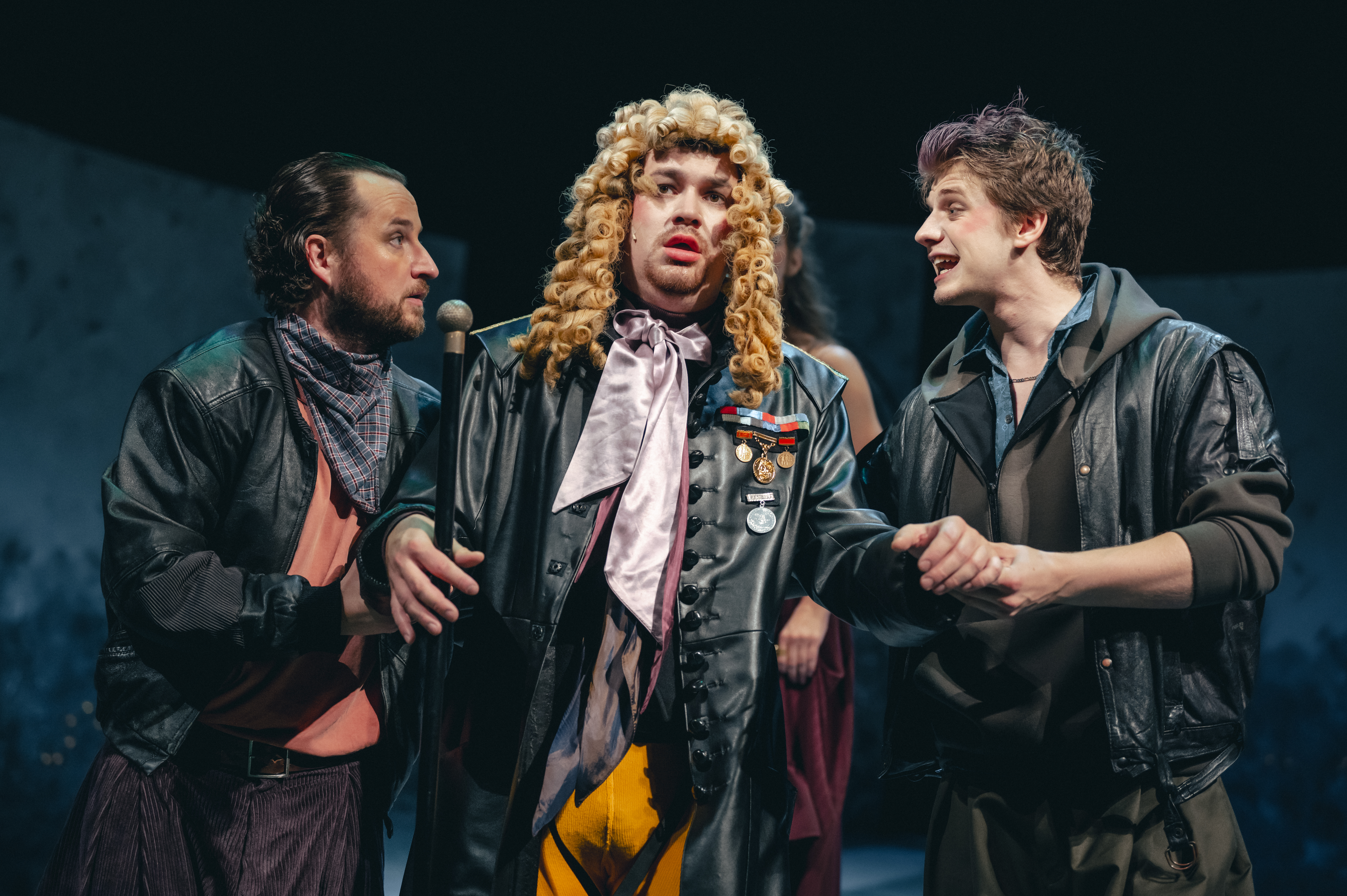
Jiří Panzer jako Fabian, Viktor Javořík jako Malvolio a František Beleš jako Tobiáš Brock
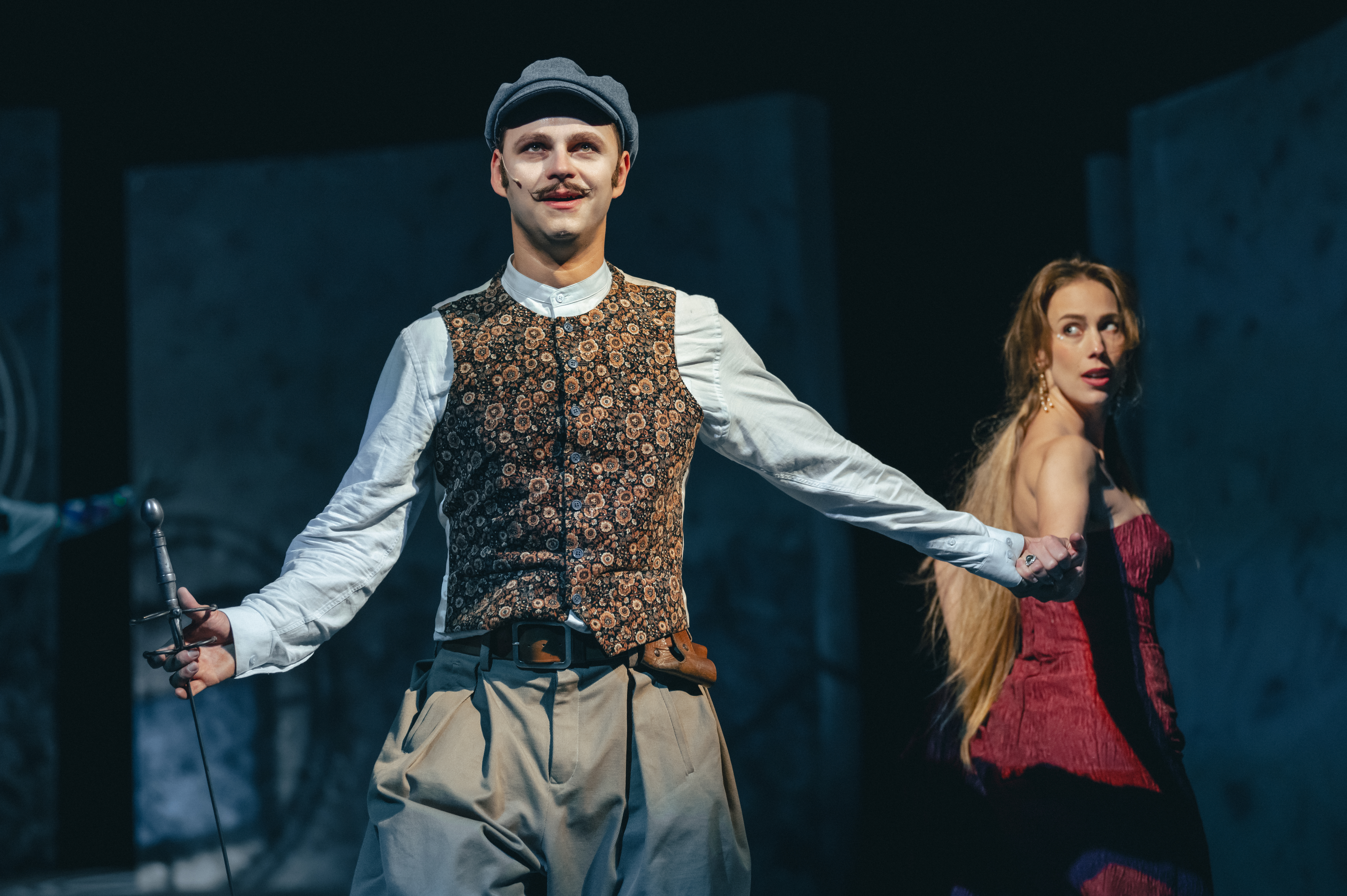
Dominick Benedikt jako Sebastian
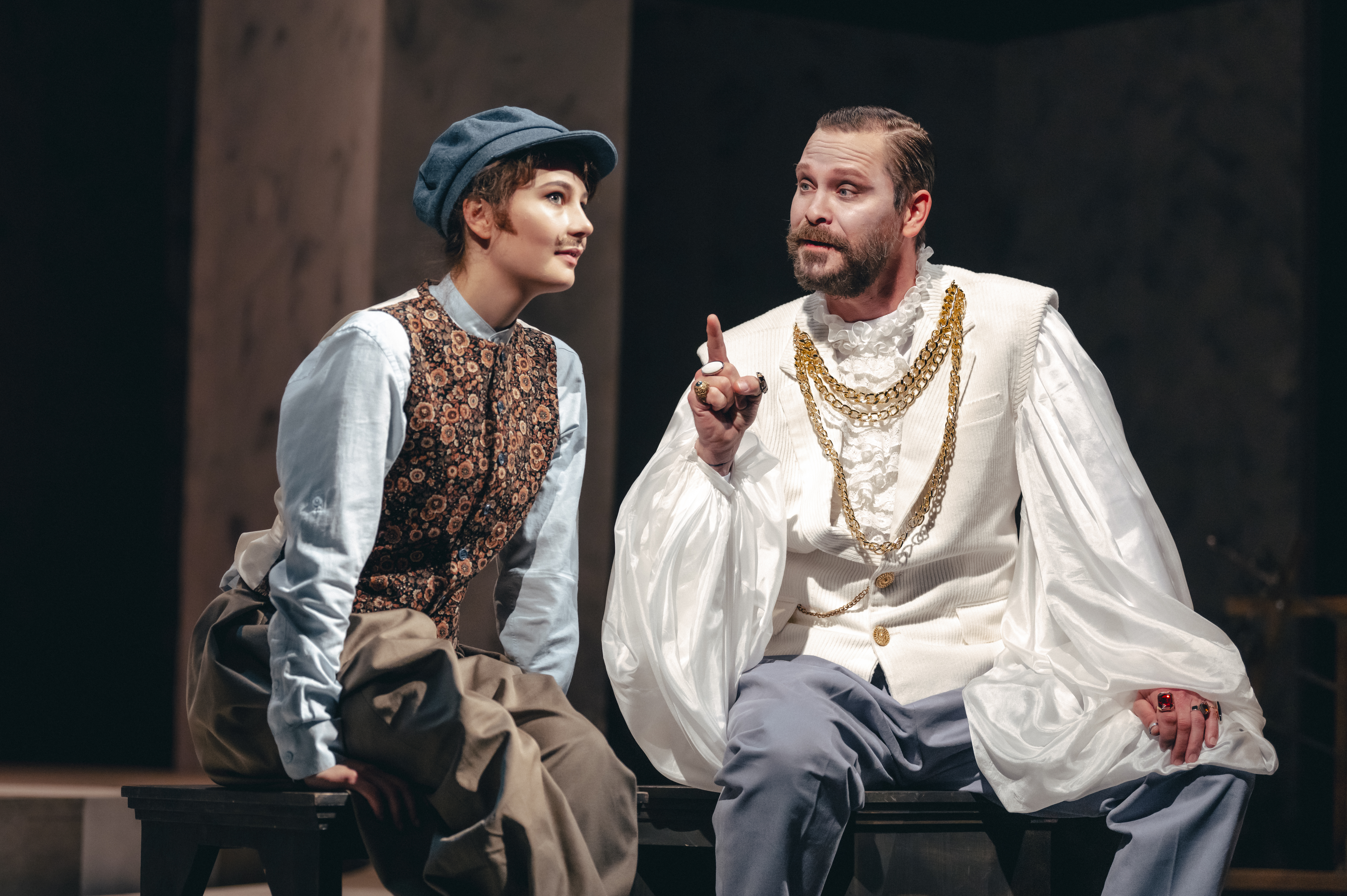
Kateřina Elizabeth McIntosh jako Viola a Marek Holý jako Orsino
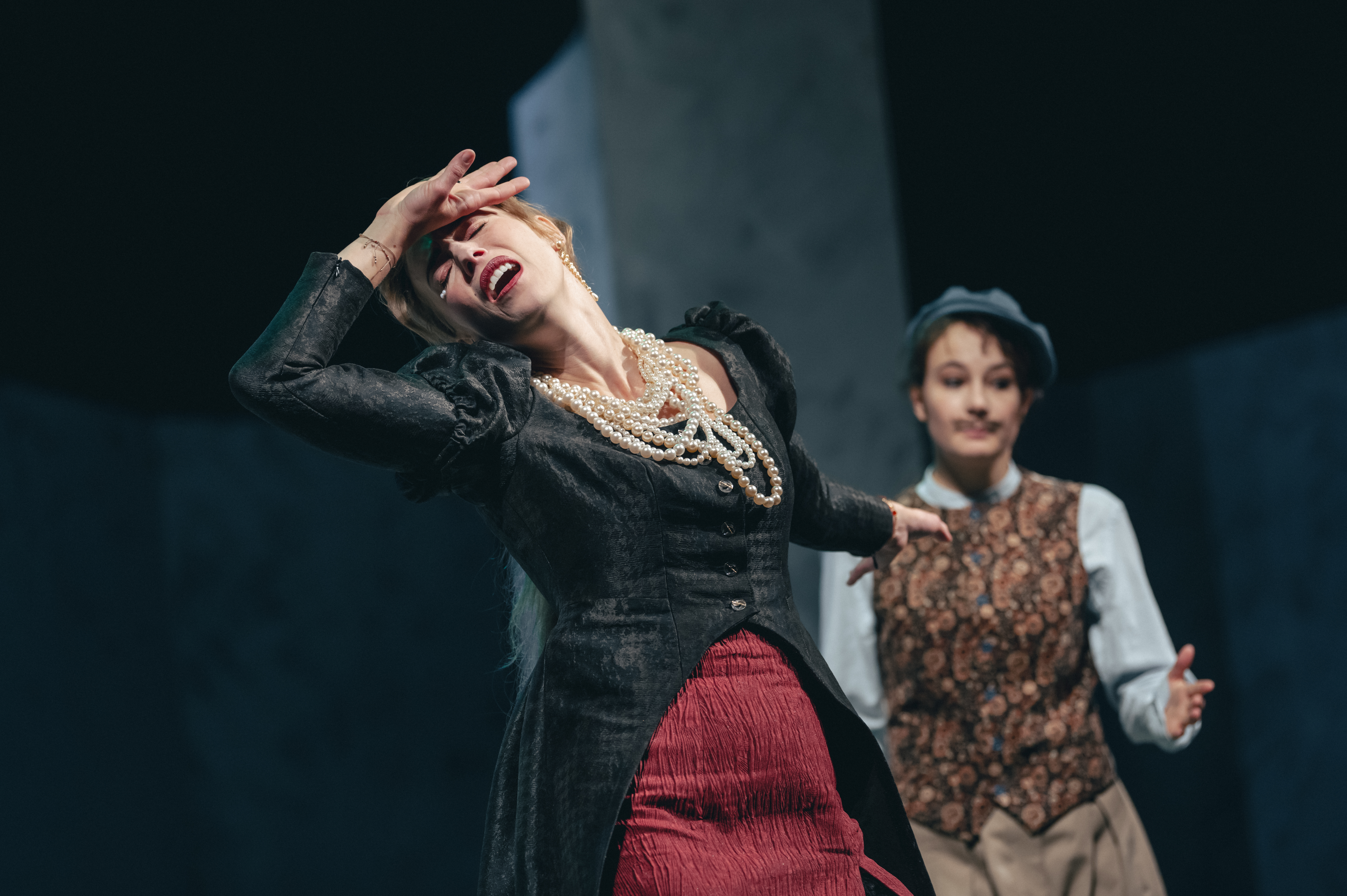
Aneta Krejčíková jako Olivie

## Filmové adaptace
- 1955 Večer tříkrálový (Dvenadcataja noč) Ruský film. Režie: Jan Frid; hrají: Klara Lučko, Alla Larionova, Michail Janšin.
- 1980 Večer tříkrálový (Twelfth Night) Anglický televizní film. Režie: John Gorrie; hrají: Alec McCowen, Robert Hardy, Annette Crosbie.
- 1996 Večer tříkrálový (Twelfth Night: Or What You Will) Anglicko Irsko Americký film. Režie: Trevor Nunn; hrají: Helena Bonham Carter, Nigel Hawthorne, Imogen Stubbs, Ben Kingsley.
- 2006 Super náhradník (She's the Man) Americko kanadský film. Romantická komedie, která Shakespearovu hru přesouvá do současnosti do prostředí londýnské střední školy, film je hrou jen lehce inspirován. Režie:Andy Fickman; hrají: Amanda Bynes, Channing Tatum, Laura Ramsey.

## Operní adaptace
- 1874, 1883–1884 (premiéra 1924) Viola, Bedřich Smetana (nedokončeno)
- 1889–1891 (premiéra 1892, 2. verze 1917) Blíženci (původně Viola), Karel Weis
- 1963–1964 (premiéra 1967) Večer tříkrálový, Ivan Jirko
- 1987–1988 (premiéra 1989) Dvanáctá noc, Jan Klusák[3]